# OK Liga 2006-2007
L'OK Liga 2006-2007 è stata la 38ª edizione del torneo di primo livello del campionato spagnolo di hockey su pista; disputato tra il 9 settembre 2006 e il 13 maggio 2007 si è concluso con la vittoria del Barcellona, al suo ventesimo titolo.

## Stagione

### Formula
L'OK Liga 2006-2007 vide ai nastri di partenza sedici club; la manifestazione fu organizzata con un girone all'italiana, con gare di andata e ritorno per un totale di 30 giornate: erano assegnati tre punti per l'incontro vinto, un punto a testa per l'incontro pareggiato e zero la sconfitta. Al termine della stagione regolare furono disputati i play-off tra le prime otto squadre classificate; la vincitrice venne proclamata campione di Spagna. Le squadre classificate dal quattordicesimo al sedicesimo posto retrocedettero direttamente in Primera División, il secondo livello del campionato.

## Classifica finale stagione regolare
|                   | Pos. | Squadra         | Pt | G  | V  | N | P  | GF  | GS  | DR  |
| ----------------- | ---- | --------------- | -- | -- | -- | - | -- | --- | --- | --- |
| Spagna (bandiera) | 1.   | Barcellona      | 83 | 30 | 27 | 2 | 1  | 150 | 53  | +97 |
|                   | 2.   | Reus Deportiu   | 69 | 30 | 21 | 6 | 3  | 97  | 52  | +45 |
|                   | 3.   | Vic             | 59 | 30 | 18 | 5 | 7  | 75  | 38  | +37 |
|                   | 4.   | Liceo La Coruña | 54 | 30 | 17 | 3 | 10 | 96  | 68  | +28 |
|                   | 5.   | Vilanova        | 53 | 30 | 16 | 5 | 9  | 92  | 85  | +7  |
|                   | 6.   | Noia            | 49 | 30 | 14 | 7 | 9  | 96  | 88  | +8  |
|                   | 7.   | Igualada        | 45 | 30 | 12 | 9 | 9  | 73  | 59  | +14 |
|                   | 8.   | Tenerife        | 43 | 30 | 13 | 4 | 13 | 85  | 107 | -22 |
|                   | 9.   | Blanes          | 38 | 30 | 10 | 8 | 12 | 67  | 75  | -8  |
|                   | 10.  | Lloret          | 32 | 30 | 8  | 8 | 14 | 60  | 90  | -30 |
|                   | 11.  | Voltregà        | 31 | 30 | 9  | 4 | 17 | 63  | 88  | -25 |
|                   | 12.  | Mataró          | 28 | 30 | 7  | 7 | 16 | 78  | 97  | -19 |
|                   | 13.  | Lleida          | 28 | 30 | 7  | 7 | 16 | 61  | 90  | -29 |
|                   | 14.  | PAS Alcoy       | 22 | 30 | 6  | 4 | 20 | 78  | 123 | -45 |
|                   | 15.  | Maçanet         | 20 | 30 | 5  | 5 | 20 | 64  | 92  | -28 |
|                   | 16.  | Vigo Stick      | 20 | 30 | 4  | 8 | 18 | 70  | 100 | -30 |

Legenda:
  Vincitore della Coppa del Re 2007.
  Partecipa ai play-off.
      Campione di Spagna e ammessa all'Eurolega 2007-2008.
      Ammesse all'Eurolega 2007-2008.
      Ammesse in Coppa CERS 2007-2008.
      Retrocesse in Primera División 2007-2008.
Note:
Tre punti a vittoria, uno a pareggio, zero a sconfitta.

## Play-off
|  | Quarti di finale | Quarti di finale | Quarti di finale | Quarti di finale | Quarti di finale |  |  | Semifinali | Semifinali      | Semifinali | Semifinali    | Semifinali    |               |   | Finale | Finale     | Finale     | Finale     | Finale | Finale | Finale |  |
|  |                  |                  |                  |                  |                  |  |  |            |                 |            |               |               |               |   |        |            |            |            |        |        |        |  |
|  | 1                | Barcellona       | Barcellona       | 9                | 4                |  |  |            |                 |            |               |               |               |   |        |            |            |            |        |        |        |  |
|  | 8                | Tenerife         | Tenerife         | 3                | 3                |  |  | 1          | Barcellona      | 5          | 2             | 8             |               |   |        |            |            |            |        |        |        |  |
|  | 4                | Liceo La Coruña  | Liceo La Coruña  | 6                | 2                |  |  | 4          | Liceo La Coruña | 1          | 3             | 2             |               |   |        |            |            |            |        |        |        |  |
|  | 5                | Vilanova         | Vilanova         | 3                | 1                |  |  |            |                 |            |               |               |               |   | 1      | Barcellona | Barcellona | Barcellona | 5      | 4      | 2(3)   |  |
|  | 2                | Reus Deportiu    | Reus Deportiu    | 3                | 3                |  |  |            |                 | 2          | Reus Deportiu | Reus Deportiu | Reus Deportiu | 1 | 2      | 2(1)       |            |            |        |        |        |  |
|  | 7                | Igualada         | Igualada         | 2                | 2                |  |  | 2          | Reus Deportiu   | 3(1)       | 3(1)          | 2             |               |   |        |            |            |            |        |        |        |  |
|  | 3                | Vic              | 1                | 3                | 1                |  |  | 6          | Noia            | 3(3)       | 3(0)          | 1             |               |   |        |            |            |            |        |        |        |  |
|  | 6                | Noia             | 2                | 2                | 2                |  |  |            |                 |            |               |               |               |   |        |            |            |            |        |        |        |  |